# Monique LeBlanc
Pour les articles homonymes, voir Monique Genest LeBlanc et LeBlanc.
Monique LeBlanc est une femme politique canadienne. Elle a été députée provinciale au Nouveau-Brunswick de 2014 à 2020.

## Carrière politique
Monique LeBlanc est élue à l'Assemblée législative du Nouveau-Brunswick lors de l'élection provinciale de 2014 dans la circonscription de Moncton-Est. Elle est membre du caucus libéral.
Elle est réélue lors de l'élection provinciale de 2018, puis défaite par le candidat progressiste-conservateur Daniel Allain lors de l'élection provinciale de 2020.
En 2021 LeBlanc est devenue conseillère générale au Conseil municipal de la ville de Moncton, après avoir gagné un siège aux élections municipales.